# HMS Uproar (P31)
Le HMS Uproar (Pennant number: P31) est un sous-marin de la classe Umpire ou Classe U  de la Royal Navy. Il a été construit en 1942 par Vickers-Armstrongs à Barrow-in-Furness (Angleterre).
À sa mise en service, le sous-marin s'appelait P31, il a été rebaptisé Ullswater en février 1943 et finalement rebaptisé Uproar en avril 1943.

## Conception et description
Le Uproar fait partie du troisième groupe de sous-marins de classe U qui a été légèrement élargi et amélioré par rapport au deuxième groupe précédent de la classe U. Les sous-marins avaient une longueur totale de 60 mètres et déplaçaient 549 t en surface et 742 t en immersion. Les sous-marins de la classe U avaient un équipage de 31 officiers et matelots.
Le Uproar était propulsé en surface par deux moteurs diesel fournissant un total de 615 chevaux-vapeur (459 kW) et, lorsqu'il était immergé, par deux moteurs électriques d'une puissance totale de 825 chevaux-vapeur (615 kW) par l'intermédiaire de deux arbres d'hélice. La vitesse maximale était de 14,25 nœuds (26,39 km/h) en surface et de 9 nœuds (17 km/h) sous l'eau.
Le Uproar était armé de quatre tubes lance-torpilles de 21 pouces (533 mm) à l'avant et transportait également quatre recharges pour un grand total de huit torpilles. Le sous-marin était également équipé d'un canon de pont de 3 pouces (76 mm).

## Carrière
La quille du sous-marin Uproar est posée au chantier Vickers Armstrong, à Newcastle upon Tyne le 30 avril 1940 ; il est lancé le 27 novembre 1940 et mis en service le 2 avril 1941. 
L'une de ses premières actions, alors qu'il est dénommé le P31, consiste à participer à l'opération navale qui conduit au naufrage du cuirassé allemand Bismarck.
L' Uproar passe la plus grande partie de la guerre à naviguer en Méditerranée dans le cadre de la 10e flottille, en utilisant Malte comme port d'attache. Il est endommagé à quai par un assaut aérien et est réparé. Dès le début des patrouilles, il coule le patrouilleur auxiliaire italien D-15/Brindisi, le navire marchand italien Chietti (l'ancien Artésien français) et le petit navire à passagers italien Andrea Sgarallino. L' Andrea Sgarallino avait à son bord quelque 300 civils, dont quatre seulement ont survécu. Il coule le navire marchand italien Marin Sanudo. L' Uproar est attaqué par les grenades sous-marines des torpilleurs italiens Cigno et Procione.
Parmi ses autres cibles figurent le pétrolier allemand (anciennement français) Champagne. Le pétrolier allemand s'échoue au large de Bastia, en Corse, après avoir été torpillé le 24 par le Ultor. La torpille de l'Uproar touche la salle des machines et ne laisse aux Allemands d'autre choix que d'abandonner leur tentative de sauvetage. L' Uproar endommage le pétrolier allemand Matera (l'ancien  français Général Gassouin) et le transport de troupes allemand Virgilio (l'ancien yougoslave Dubrovnik) au nord-est de Saint-Tropez, dans le sud de la France. Le Viriglio est remorqué à Toulon mais est déclaré en perte, au vu de ses dommages.
L' Uproar attaque sans succès le navire marchand italien Chisone, le sous-marin (U-Boot) allemand U-466 et le croiseur léger italien Raimondo Montecuccoli. Il participe également aux opérations Harpoon et Vigorous en juin 1942, les opérations visant à ravitailler l'île de Malte.
À la fin de la guerre, l' Uproar est vendu à la casse le 13 février 1946, et mis au rebut chez  Thos W Ward  à Inverkeithing en Ecosse.

## Commandant
- Lieutenant (Lt.) John Bertram de Betham Kershaw (RN) du 7 janvier 1941 à  octobre 1942
- Lieutenant (Lt.) Kenneth Henry Martin (RN) de octobre 1942 au 1er décembre 1942
- Lieutenant (Lt.) Laurence Edward Herrick (RN) du 1er décembre 1942 au 20 juillet 1944
- Lieutenant (Lt.) John Norman Devlin (RN) du 20 juillet 1944 au 28 juin 1945

RN: Royal Navy